# Macrothele maculata
Macrothele maculata är en spindelart som först beskrevs av Tord Tamerlan Teodor Thorell 1890.  Macrothele maculata ingår i släktet Macrothele och familjen Hexathelidae. Utöver nominatformen finns också underarten M. m. annamensis.